# Убийство (телесериал, США)
«Убийство» (англ. The Killing) — американский телесериал 2011 года, основанный на датском сериале «Убийство» (дат. Forbrydelsen). Двухчасовая премьера сериала состоялась 3 апреля 2011 года на кабельном канале AMC. После противоречивой информации о судьбе сериала AMC, совместно с Netflix, заказал третий сезон, который стартовал 2 июня 2013 года. Четвёртый сезон (уже под полным покровительством Netflix) появился на малых экранах 1 августа 2014 года в количестве 6 эпизодов, которые стали доступны сразу же после премьеры.

## Сюжет

### Первый сезон
Действие происходит в Сиэтле, штат Вашингтон. Сериал описывает расследование убийства местного подростка Рози Ларсен, и каждая серия охватывает примерно 24 часа из происходящего. Первый сезон охватывает первые две недели расследования и состоит из трех основных сюжетных линий: полицейское расследование убийства Рози, попытки её семьи справиться со своим горем и колебания избирательной судьбы политической кампании, которая становится втянутой в случившееся.
Главный герой Сара Линден (Мирей Инос), опытный детектив из отдела убийств, собирается выйти на пенсию в молодом возрасте, чтобы последовать за своим женихом (Каллум Кит Ренни) в город Сонома, Калифорния. В свой последний день на работе Линден работает с напарником, новичком в отделе убийств, детективом Стивеном Холдером (Юэль Киннаман), которого недавно перевели в отдел, и который раньше работал под прикрытием в мире порока и наркотиков. Холдер, непредсказуемый и агрессивный, является противоположностью Линден, более сдержанной по характеру. Их обоих направляют расследовать возможное место преступления в местном заброшенном парке, где нашли окровавленную женскую футболку и кредитную карту, принадлежащую Стэнли Ларсену (Брент Секстон). Детективы поговорили с женой Ларсена Митч (Мишель Форбс), которая рассказала, что семья только что вернулась из кемпинга, куда ездили на выходные, и что они оставляли одну свою семнадцатилетнюю дочь Рози. Вскоре выясняется, что никто, как кажется, не знает, где была Рози, и её отец Стэн и полиция отчаянно ищут её. В конце концов из озера в парке поднимают автомобиль, принадлежащий штабу избирательной кампании Главы Городского совета Даррена Ричмонда (Билл Кэмпбелл), и находят в багажнике утонувшую Рози.
Пока семья Ларсен пытается справиться со своим горем, подозрения полиции вначале падают на Джаспера, богатенького распутного парня Рози, и его друга Криса, распространителя наркотиков, который был с Рози на вечеринке в ту ночь, когда она пропала без вести. Это подозрение только усиливаются, когда находят видеозапись, на которой видно, как Джаспер и Крис занимались сексом с кем-то, одетым в костюм Рози для Хэллоуина, а в комнате, где была сделана видеозапись, обнаружена кровь. Позже, однако, одна из подруг Рози признается, что на записи не Рози, а она сама.
Следующим полиция начинает подозревать Беннета Ахмеда (Брэндон Джей МакЛарен), учителя английского языка Рози. Подозрения возникают после того, как полиция обнаруживает, что он тайно писал Рози письма, а в прошлом у него также были неуместные контакты со студентками, включая ту, которая сейчас являлась его женой. Подозрения полиция усиливаются ещё больше, когда открывается, что в ночь исчезновения Рози посетила дом Беннета, а сам Беннет солгал об этом визите. В результате того, что интерес полиции к Беннету просочился в прессу, было совершено нападение на мечеть Беннета. Все это также вредит кампании Ричмонда, так как Беннет работал добровольцем в общественной программе, финансируемой Ричмондом, а сам кандидат отказался осудить его, пока не доказана вина. В то время как полиция не в состоянии найти достаточно доказательств для ареста Беннета, Митч Ларсен подстрекает своего мужа, который раньше был исполнителем в местном преступном синдикате, жестоко избить Беннета, которого тот оставляет в состоянии комы. Вскоре, однако, полиция выясняется, что Беннет невиновен, когда друг, который был в его доме, дает тому алиби. Узнав о невиновности Беннета, Стэн Ларсен сдается властям.
В отсутствии главного подозреваемого, полиция обнаруживает, что Рози совершала поездки в индейское казино, расположенное на неназванном острове в Пьюджет-Саунд, где она регулярно делала вклады на секретный банковский счет, который она создала на имя своей тети Терри (Джейми Энн Оллмен). Как обнаружилось, Терри, работала проституткой для элитной службы эскорт услуг, после чего полиция стала подозревать, что Рози, возможно, участвовала в этом же. От Терри полиция узнает о клиенте, который грозился утопить другую проститутку. Вскоре они обнаруживают, что этот клиент — Даррен Ричмонд. Ранее Ричмонд был исключен из числа подозреваемых, так как менеджер из его предвыборной кампании (Кристин Леман), с которой у него были романтические отношения, предоставила ему алиби. Однако, узнав, что у Ричмонда были и другие романтические отношения, она сообщает полиции, что в ночь убийства Рози Ричмонд отлучался на несколько часов. Позже, Холдер предоставляет фотографию, сделанную камерой возле пропускного пункта на платной автодороге, на которой видно, как Ричмонд покидает казино на машине, в которой была найдена Рози. В то время как Линден вместе с сыном совершают посадку на самолет до Сономы, полиция арестовывает Ричмонда, что скорее всего разрушает его кампанию. Ричмонда показывают проходящим перед фотокорреспондентами возле полицейского участка. Белко Ройс (Брендан Секстон III), друг семьи Ларсен, подходит к Ричмонду, доставая пистолет.
Последняя серия первого сезона заканчивается неожиданным поворотом сюжета. В то время как самолёт Линден готовит к взлету, ей звонят из полиции штата, после чего она узнает, что камеры возле пропускного пункта на платной автодороге, с которых Холдер якобы получил компрометирующие фотографии Ричмонда, сломаны уже несколько месяцев, и поэтому с них невозможно предоставить никаких снимков; тогда она понимает, что Холдер, должно быть, подделал доказательства, а Ричмонд, возможно, невиновен. Одновременно с этим Холдер встречается с неизвестным человеком, с которым обсуждает подделанные им доказательства.

### Второй сезон
Сара Линден сходит с самолета и обещает сыну, что они останутся в Сиэтле. В аэропорту она узнает, что в Ричмонда стреляли. Она приходит к лейтенанту Оксу (Гарри Чок) и сообщает, что фото с моста - фальшивка. Она просит разрешения провести собственное расследование, т.к. не доверяет Холдеру.
Ричмонда госпитализируют, Гвен (Кристин Леман) и Джейми (Эрик Ладин) проводят ночь в больнице. Гвен признается Джейми, что рассказала полиции о том, что Ричмонд не ночевал с ней в день убийства Рози. Джейми в гневе прогоняет ее.
Холдер в машине Слоуна, хвалит его за то, что он так быстро раздобыл фото Ричмонда. Ему звонят и сообщают, что Белко стрелял в Ричмонда и в собственную мать. Холдер приезжает в дом Белко и видит труп его матери. На допросе Белко говорит, что должен увидеть Стена и рассказать ему, что он сделал это ради него.
Сара расспрашивает о камерах на мосту Отчаяния. Ей сообщают противоречивую информацию, но внезапно она понимает, что Окс причастен к фальсификации улик против Ричмонда.
Примечательно, что во второй серии второго сезона в роли прокурора Кристины Нильсен снялась актриса Софи Гробёль, игравшая роль Сары Лунд/Линден в оригинальном сериале.

## В ролях
- Мирей Инос — Сара Линден, ведущий детектив отдела убийств
- Билл Кэмпбелл — Даррен Ричмонд, политик, претендующий на должность мэра Сиэтла
- Юэль Киннаман — Стивен Холдер, детектив, напарник Сары в отделе убийств
- Мишель Форбс — Мишель "Митч" Ларсен, мать Рози
- Брент Секстон — Стэнли Ларсен, отец Рози
- Кристин Леман — Гвен Итон, любовница Даррена и советник в его кампании
- Эрик Ладин — Джейми Райт, менеджер в кампании Даррена
- Брендан Секстон III — Белко Ройс, напарник по работе у Стена и его близкий друг
- Джейми Энн Оллмен — Тереза "Терри" Марек, младшая сестра Митч и тетя Рози
- Энни Корли — Реджи Дарнелл, социальный работник Сары, помогала ей заботиться о сыне Джеке
- Марк Мозес - Эрик Карлсон, лейтенант полиции, шеф Сары и Стивена, назначен после Оукса.

### Второстепенные персонажи
- Кэти Финдлэй — Рози Ларсен, убитая девушка
- Брэндон Джей МакЛарен — Беннет Ахмед, школьный учитель Рози
- Каллум Кит Ренни — Рик Фелдер, жених Сары
- Кейси Рол — Стерлинг Фитч, лучшая подруга Рози
- Патрик Гилмор — Том Дрекслер, богатый предприниматель, который спонсирует кампанию Ричмонда
- Ричард Хармон — Джаспер Эймс, бывший бойфренд Рози
- Ли Гарлингтон — Рут Уитейнес, местный сенатор, поддерживающий кампанию Ричмонда
- Лиам Джеймс — Джек Линден, сын Сары
- Эшли Джонсон — Эмбер Ахмед, жена Беннета Ахмеда
- Гэри Чок — лейтенант Оукс, начальник над детективами

## Производство
Пилот был заказан телеканалом AMC в январе 2010 года, а в августе 2010 был сделан заказ на полноценный сериал.
 Сериал снимался в Ванкувере, Британская Колумбия, а производство пилотной серии началось 2 декабря 2010 года. Пилотная серия была написана создателем сериала и его эксклюзивным продюсером (Вина Суд), режиссёром была Пэтти Дженкинс.
Эксклюзивный продюсер Вина Суд объяснила отличие от оригинального датского сериала: «Мы создаем свой собственный мир. Мы берем за основу датский сериал, но отклоняемся, создавая свой собственный мир, свой мир подозреваемых и возможного убийцы Рози Ларсен».

## Отзывы

### Отзывы критиков
Премьера сериала получила всеобщее признание критиков. Тим Гудман из журнала The Hollywood Reporter написал очень похвальную рецензию к сериалу, назвав его «превосходным, захватывающим и притягивающим. Когда серия заканчивается, ты сразу жаждешь посмотреть следующую — это признак великих драм». Также Гудман восторгался тем, как Мирей Инос сыграла главного персонажа Сару: «Если вы посмотрите и прочувствуете то, как Энос играет роль Сары, вы поймете, что ещё не было такого американского женского персонажа, как она». Кен Такер из Entertainment Weekly поставил сериалу B+, сказав: «Игра актеров удивительно хороша», и что «некоторые зрители могут посчитать „Убийство“ слишком холодным и неторопливым, но дайте ему время. Напряжение в нём постоянно растет, давая сериалу неожиданную силу». Алекс Стракан из The Vancouver Sun сказал, что сериал «впитал в себя атмосферу и погружен в суровый реализм скандинавских криминальных писателей-романистов Хеннинга Манкеля и Стига Ларссона», и что этот сериал «в большей степени не об убийстве девушки, а психологическое исследование того, что случилось после, как близкое окружение пытается прийти в себя, и как мать, отец и родные брат и сестра умершего ребёнка каждый по-своему учатся справлять со своей болью». Мэтт Роуш из еженедельника Телегид рукоплескал сериалу, назвав игру актёров «потрясающей», и сказав, что он «сразу же пристрастился к угрюмой атмосфере этого загадочного убийства в Сиэтле, о котором рассказывалось на протяжении целого сезона». Он продолжил: «Что действительно выделяется для меня, так это то, что в наше время, когда процедуралы штампуются один за другим, „Убийство“ демонстрирует опустошение, которое постигает после насильственной смерти семью, общество, людей, вовлеченных в расследование. Нет ничего, что в этом шоу можно было бы назвать рутиной».
Последующие эпизоды были встречены некоторыми критиками менее восторженно. Они критиковали достоверность шоу, в котором было все больше и больше невероятных отвлекающих манёвров, сопровождавших каждый эпизод, а также то, что в сериале не было дано детального описания окружения каждого из персонажей, особенно Рози, из-за чего им было трудно сопереживать. Финал первого сезона был негативно встречен большим числом критиков. Los Angeles Times назвал его «одним из наиболее разочаровывающих финалов в истории телевидения», а Алан Сепинвол на HitFix.com назвал концовку «оскорбительной». В конце концов Морин Райан из AOL TV сказал, что сезон «убил любой интерес, который у меня был, чтобы посмотреть шоу вновь».

### Рейтинги
Премьера сериала собрала на старте 2,7 млн зрителей с рейтингом для домохозяйств 2. Для новинки это был второй результат в истории канала AMC вслед за сериалом «Ходячие мертвецы». Два повтора пилотной серии повысили количество зрителей до 4,6 млн и рейтинг для домохозяйств до 3,7. Премьера в Великобритании на Channel 4 собрала 2,2 млн зрителей.

### Номинации на награды
Сериал был номинирован на три награды на 1st Critics' Choice Television Awards. Он был номинирован в категории «Лучшая драма», а актрисы Мирей Инос и Мишель Форбс были номинированы как «Лучшая актриса» и «Лучшая актриса второго плана в драматическом сериале» соответственно. Сериал получил шесть номинаций на 63-й церемонии вручения Прайм-тайм премии «Эмми». Мирей Инос и Мишель Форбс были номинированы как «Лучшая драматическая актриса» и «Лучшая драматическая актриса второго плана» соответственно. Премьерная серия была номинирована в категориях «Лучшая режиссура драматического сериала» и «Лучший сценарий для драматического сериала»; Вина Суд за сценарий и Пэтти Дженкинс за режиссуру. Также сериал был номинирован в категориях «Лучший кастинг в драматическом сериале» и «Лучшее редактирование кинокартины, снятой одной камерой».
| Год  | Награда                          | Категория                                                 | Номинант                         | Результат |
| ---- | -------------------------------- | --------------------------------------------------------- | -------------------------------- | --------- |
| 2011 | Выбор телевизионных критиков     | Лучший драматический сериал                               | «Убийство»                       | Номинация |
| 2011 | Выбор телевизионных критиков     | Лучшая женская роль в драматическом сериале               | Мирей Инос                       | Номинация |
| 2011 | Выбор телевизионных критиков     | Лучшая женская роль второго плана в драматическом сериале | Мишель Форбс                     | Номинация |
| 2011 | Эмми                             | Лучшая актриса драматического сериала                     | Мирей Инос                       | Номинация |
| 2011 | Эмми                             | Лучшая актриса второго плана в драматическом телесериале  | Мишель Форбс                     | Номинация |
| 2011 | Эмми                             | Лучшая режиссура драматического сериала                   | Пэтти Дженкинс (Эпизод: «Пилот») | Номинация |
| 2011 | Эмми                             | Лучший сценарий для драматического сериала                | Вина Сад (Эпизод: «Пилот»)       | Номинация |
| 2011 | Эмми                             | Лучшее редактирование кинокартины, снятой одной камерой   | Элизабет Клинг (Эпизод: «Пилот») | Номинация |
| 2011 | Эмми                             | Лучший кастинг в драматическом сериале                    | «Убийство»                       | Номинация |
| 2012 | Сатурн                           | Лучшая телепостановка                                     | «Убийство»                       | Номинация |
| 2012 | Сатурн                           | Лучшая телеактриса                                        | Мирей Инос                       | Номинация |
| 2012 | Сатурн                           | Лучший телеактёр второго плана                            | Юэль Киннаман                    | Номинация |
| 2012 | Сатурн                           | Лучшая телеактриса второго плана                          | Мишель Форбс                     | Победа    |
| 2012 | Премия Гильдии сценаристов США   | Лучший сценарий нового сериала                            | «Убийство»                       | Номинация |
| 2012 | Золотой глобус                   | Лучшая женская роль в телевизионном сериале — драма       | Мирей Инос                       | Номинация |
| 2012 | Directors Guild of America Award | Outstanding Directorial Achievement in Dramatic Series    | Пэтти Дженкинс                   | Победа    |
| 2013 | Сатурн                           | Лучший телесериал, сделанный для кабельного телевидения   | «Убийство»                       | Номинация |
| 2013 | Сатурн                           | Лучшая телеактриса                                        | Мирей Инос                       | Номинация |
| 2013 | Молодой актёр                    | Лучший молодой актёр второго плана в телесериале          | Сет Исаак Джонсон                | Номинация |
| 2013 | 2nd Annual Social TV Awards      | Best Drama Social TV                                      | The Killing Story Sync           | Номинация |
| 2014 | Выбор телевизионных критиков     | Лучшая мужская роль второго плана в драматическом сериале | Питер Сарсгаард                  | Номинация |

## Продвижение онлайн
Продвижение первого сезона на принадлежащем AMC веб-сайте сериала «Убийство» включает в себя «Комнату Рози», виртуальную симуляцию спальни жертвы убийства Рози Ларсен, которую посетители могут исследовать с целью больше узнать о жизни Рози и поискать секреты и ключи к разгадке личности того, кто виновен в её преждевременной смерти. Посетители могут заглянуть в комод Рози и под её кровать, послушать сообщения с автоответчика, просмотреть её коллекцию виниловых пластинок и исследовать в её ноутбуке профиль в социальной сети, видеоблоги, фотографии и сообщения электронной почты. Также продвижение первого сезона включает в себя интерактивное приложение, названное «Suspect Tracker» (Выслеживание подозреваемого), в котором пользователи могут каждую неделю голосовать, кто по их мнению главный подозреваемый в расследовании убийства, и обсуждать свои теории в этом деле и своих подозреваемых с другими фанатами. Персональный тест, озаглавленный как «How Would You Be Cast in a Crime Thriller?» (Какую роль ты бы исполнял в криминальном триллере?), который также был выпущен к первому сезону, показывает пользователям, в какой роли они стали бы сниматься в «Убийстве» на основе их реакции на различные, связанные с преступлениями ситуации. Также на веб-сайте Убийства представлены эксклюзивные сник-пики и видео из-за кулис, небольшие игры, несколько галерей с фотографиями, путеводителей по сериям и персонажам, блог и форум сообщества.